# 商燮尔
商燮尔（1925年—？），男，浙江嵊县人，中国兵器化学与化工专家，曾任解放军防化研究院教授、博士生导师。